# Coprinellus pellucidus
Coprinellus pellucidus là một loài nấm trong họ Psathyrellaceae. Nó được miêu tả đầu tiên là Coprinus pelliculus bởi nhà nấm học Petter Karsten năm 1882, sau đó được xếp vào chi Coprinellus năm 2001.